# Mod revival
(Paul Weller)
Il mod revival, conosciuto anche come Mod 79, rappresenta la nuova ondata mod esplosa a cavallo tra il 1978 e il 1979 in Inghilterra e successiva a quella fondante dei due decenni precedenti.
Di breve impatto temporale (1979-1982 circa), ma di grande impatto sociale, l'ondata mod revival, che univa modo di vestirsi e musica, incontrò molto successo tra i giovani inglesi dell'epoca, per poi espandersi successivamente in tutta Europa e negli Stati Uniti, più precisamente in California, dove durò fino a metà inoltrata degli anni ottanta.

## Storia

### Gli anni settanta
Con la divisione tra psichedelia e hard mod, la crescente popolarità del funk, altro fattore di svolta che porta molti appassionati di musica black ad abbandonare i ritmi soul e R&B delle etichette americane anni sessanta a favore della loro naturale evoluzione, il movimento mod, cuore pulsante dell'ambiente londinese durante tutti i sessanta, subisce una brusca battuta d'arresto; anche se ad onor del vero nel booklet di Quadrophenia, album degli Who uscito nel 1974 da cui viene tratto l'omonimo film, sono presenti immagini di mod della scena londinese dell'epoca, a testimonianza che la cultura mod ha continuato ad esistere nella capitale durante la decade successiva seppur in tono minore. 
Se a Londra il modernismo sopravvive come fenomeno underground, al contrario, nel nord dell'Inghilterra molti giovani che avevano vissuto la prima ondata modernista della city rimangono "fedeli" allo stile distintivo dei predecessori, soprattutto in campo musicale,  spingendosi nella ricerca ossessiva di rarità e b-side di vecchi dischi soul, per riproporli durante i fine settimana in club sempre più affollati di appassionati.
(Dave Godin)
Nasce quindi il northern soul, movimento che accompagna e si mischia alla storia del modernismo lungo tutto il decennio, pur mantenendo una sottilissima linea di confine che si allargherà solo qualche anno più avanti. Le caratteristiche stilistiche mutano abbandonando lo smart look tipico della swinging London a favore di quello working class dei primi skin e suedehead; perdono fascino completi sartoriali e scooter a favore di uno stile casual e funzionale al ballo acrobatico nei dancefloor del nord del paese.

### Il revival
In questo scenario il punto di partenza fu dato dai The Jam, gruppo inglese capitanato da Paul Weller, che abbina un look fortemente mod all'energia del punk con inequivocabili riferimenti al suono tipico dei gruppi mod anni sessanta (The Who, Small Faces e Kinks in primis); l'anno successivo (1979), con l'uscita del film Quadrophenia di Franc Roddam, narrante le vicissitudini di Jimmy un mod degli anni sessanta, si torna nuovamente a parlare di modernismo.
In tutto il paese scatta la frenesia di emulare le gesta di Jimmy, mentre in contemporanea i The Jam, entrati prepotentemente in classifica con i loro primi singoli In the City ed All Around the World, si esibiscono nelle più famose trasmissioni televisive nazionali, seguite da moltissimi giovani.
Rapidamente grazie al cinema, alla televisione ed alla musica nascono nuovi mod, in seguito ribattezzati revivalisti per distinguerli dai predecessori original, principalmente adolescenti e provenienti quasi sempre dalla classe operaia inglese, anch'essi legati alle icone tipiche della cultura mod; il completo tre bottoni, a volte dalle fantasie decisamente più vivaci ed eccentriche, il tipico giaccone parka, l'utilizzo dello scooter italiano debitamente accessoriato con specchietti e fari.

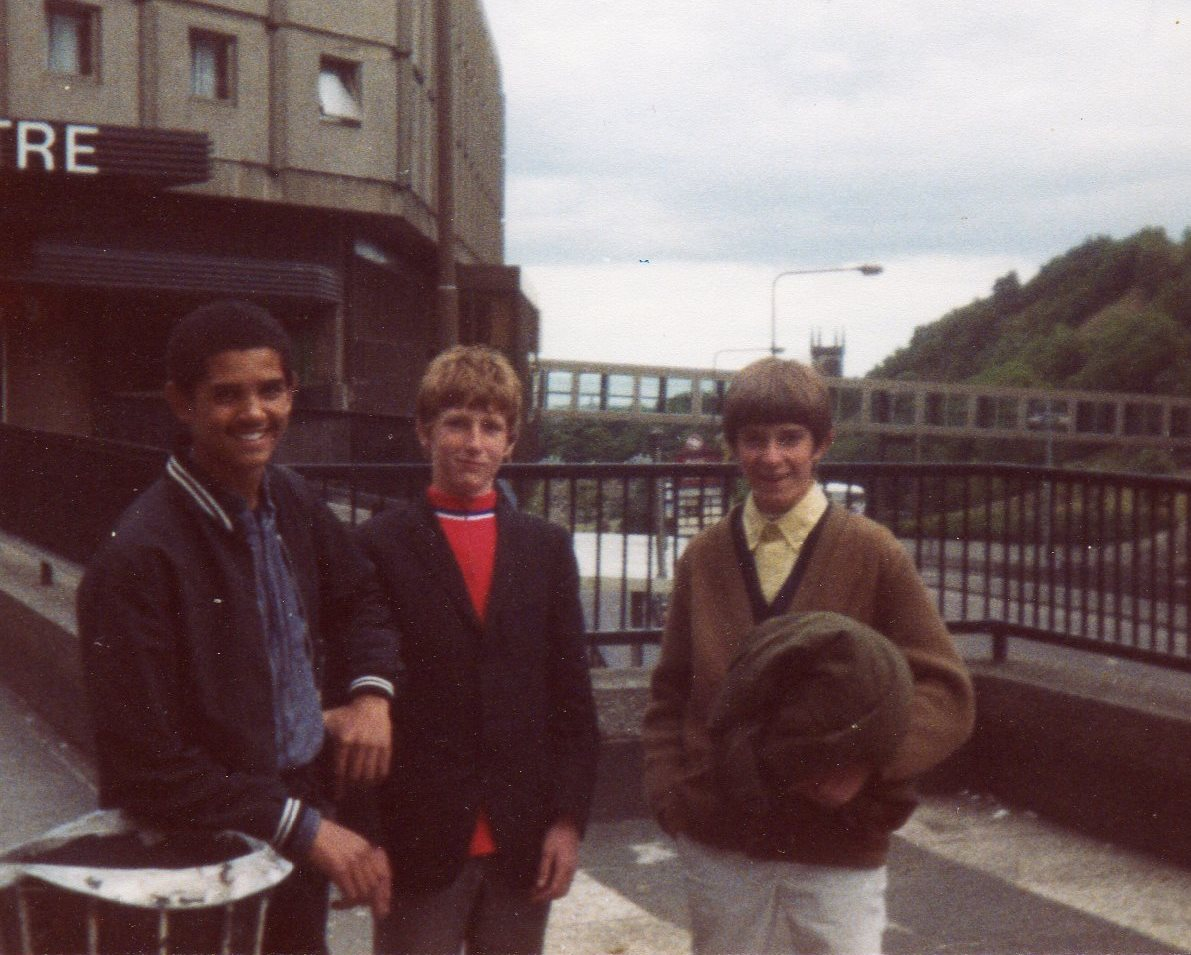
Giovani mod scozzesi nel 1984

Pur mantenendo le attitudine stilistico-musicali e limitandosi ad attualizzare e contestualizzare il bagaglio culturale lasciato dagli antecessori, i mod revivalisti si dimostrano propensi all'aggregazione dando vita a vari gruppi in base alla città di provenienza, o addirittura dei quartieri di esse. Cercando di imitare lo stile di vita dei mod ritratti nel film Quadrophenia sono soliti scorrazzare per le strade con i loro scooter italiani spostandosi lungo le vie cittadine, affollare nuovamente le spiagge del sud ed organizzare eventi musicali ricorrenti abbinando l'ascolto dei gruppi mod revival, nati sulla scia del trio di Woking, e veri e propri allnighter dove proporre dischi soul, northern soul, ska e rhythm & blues.
Circa un anno dopo l'esplosione del revival inglese il film Quadrophenia, unitamente alla musica dei Jam e dei gruppi 2 tone ska, contribuisce all'esportazione definitiva del modernismo in tutta Europa e nel mondo; il fenomeno fino ad allora tipicamente Inglese si propaga rapidamente in tutta Europa, Stati Uniti ed Australia  favorendo la nascita di vere e proprie scene locali, alcune attive fino ai nostri giorni.

## La musica
Dopo gli anni sessanta, con lo scioglimento o il cambio radicale dei maggiori gruppi che hanno contraddistinto l'epoca iniziale, l'attenzione per i gruppi musicali scema a favore dei dj-set northern soul, eccezion fatta per alcuni mod attratti da gruppi musicali le cui sonorità sono estranee al "modernismo canonico", ma che traggono spunto, o per certi versi ricordano i fasti passati, ispirandosi palesemente alla decade precedente; la neonata scena powerpop è un classico esempio.
Gruppi come Eddie & the Hot Rods, Dr. Feelgood, The Records, Kilburn & the High Roads, esponenti della ribattezzata onda pub rock, misto tra rock & roll, glam, blues e powerpop, e successivamente anche Buzzcocks, Undertones e Squeeze, band legate al punk rock, sono tra le band più seguite; anche se Dennis Greaves e i suoi Nine Below Zero sono considerati dai mod puristi l'unica e vera band a mantenere le radici col passato.

### Dal 1978 al 1982

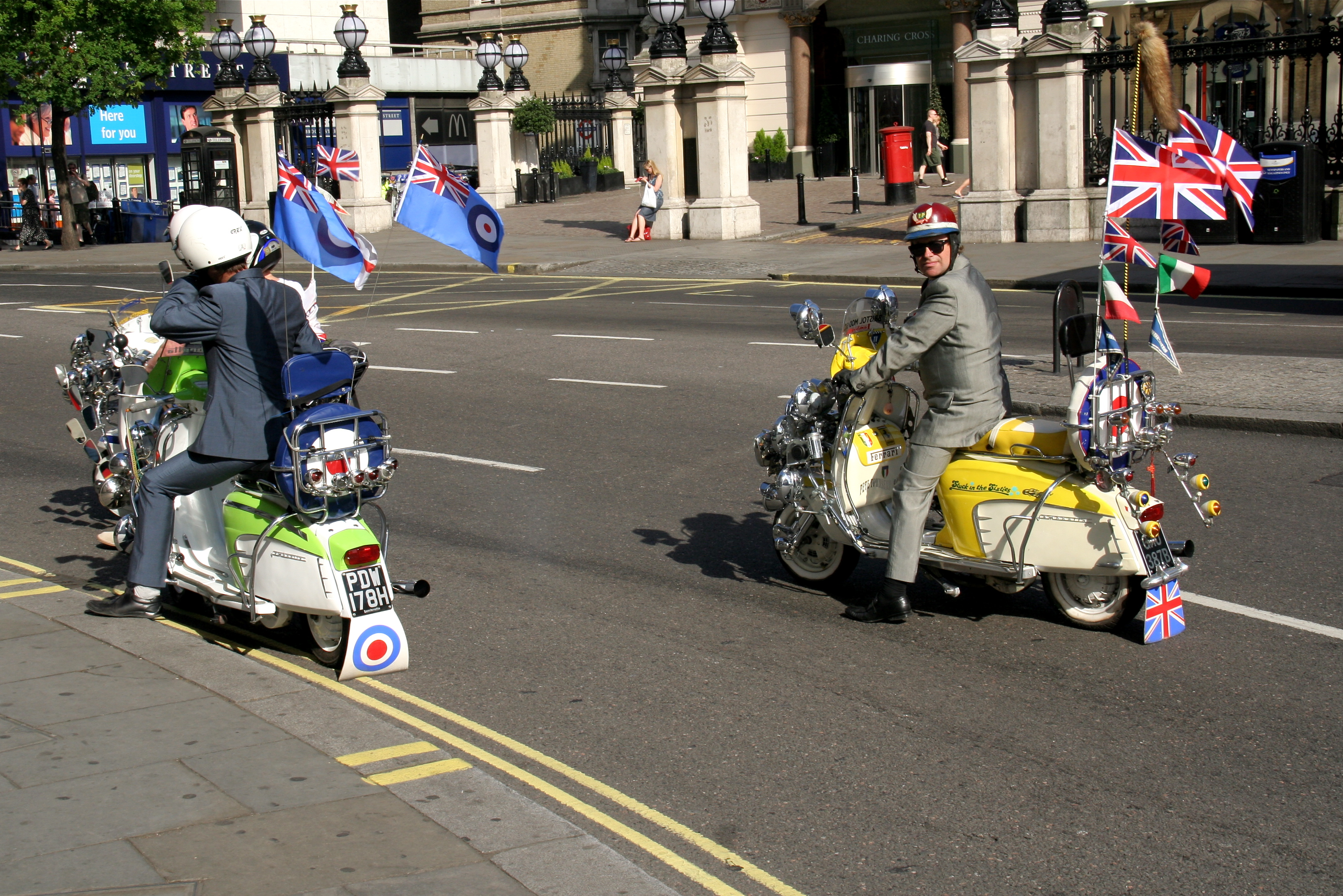
Mod a bordo dei loro scooter

I The Jam nascono a Woking nel 1976 come cover band di vecchi pezzi rock & roll, adottando successivamente un look mod approcciandosi a cover motown soul ed alla composizione di pezzi dal suono decisamente punk rock ma fortemente influenzati da gruppi sixties mod come Who, Kinks e Small Faces. L'anno successivo esce il primo album della band In the City che anticipa di otto mesi l'uscita del secondo All Mod Cons, in cui Paul Weller, Bruce Foxton e Rick Buckler dichiarano inequivocabilmente il loro essere mod. In contemporanea gli scozzesi The Jolt così come i Jam, con i quali condivisero i palcoscenici degli esordi come gruppo d'apertura, propongono un connubio tra suoni punk rock ed un look mod, visti però sfavorevolmente dalla critica musicale, in quanto considerati cloni di Weller e compagni, si sciolgono in concomitanza proprio con l'esplosione del revival.
La scalata nelle classifiche con conseguente aumento di popolarità, consente ai Jam a diverse trasmissioni e festival musicali, dando spunto alla nascita di moltissime band nel biennio 1978-79. 
Gruppi musicali punk rock come i Purple Hearts o come i Secret Affair, abbracciano questo "nuovo stile"; nascono i The Chords, gruppo londinese ispirato dai primi dischi dei Jam ed attratta dell'estetica mod dei primi Who e dal loro album Quadrophenia, da cui viene tratto l'omonimo film nel 1978, vero e proprio collante del primo revival. Affascinati di questa nuova esplosione modernista, in tutta l'isola si assiste alla nascita di una miriade di gruppi musicali più o meno improvvisati di giovani adolescenti spesso autori appena di un EP o di un singolo, ma anche artisti che entrano a far parte della storia della musica inglese di quegli anni; tra questi i Merton Parkas, dei fratelli Danny e Mick Talbot, The Lambrettas, i Long Tall Shorty, The Circles e i Killermeters.
Il primissimo mod revival si può quindi riassumere in senso stretto come quel ramo del punk rock, derivante dalle origini, che grazie ai The Jam subì notevoli influenze di musica nera. Le sonorità che scaturiscono, e che ne contraddistinguono i confini, sono un misto tra punk e powerpop con chiari rimandi a soul e rhythm & blues, o in qualche caso sporadico ska, con una o l'altra corrente che prende il sopravvento a seconda dell'attitudine del gruppo musicale stesso. In generale la musica si presenta molto ritmata, con una batteria frenetica e chitarre che seguono accordi semplici e ripetitivi, intervallati da brevi assoli. Spesso sono presenti, oltre agli originali, strumenti come il sassofono e la tromba e di solito tastiere (o organi).
Nel medesimo periodo di diffusione del mod revival, esplode anche il 2 tone ska, un fenomeno che seppur indipendente allo sviluppo di questa potente ondata di nuova musica mod, vi si affianca e spesso vi si sovrappone. Gruppi musicali come The Specials, Madness o Selecter, citando i principali, suscitano sempre più interesse verso i nuovi giovani mod, inglesi prima ed europei in seguito, sia per l'affinità musicale ed il comune amore per lo ska tradizione, cardine del movimento originale, sia per le numerose collaborazioni artistiche che portano spesso sul medesimo palco i gruppi di entrambi i movimenti revivalistici.

### Dal 1982 al 1989
Già a partire dal 1981, ma più incisivamente con il proseguire degli anni ottanta, lo strascico dell'ondata revivalistica portò alla luce una nuova corrente, dalle caratteristiche sonore meno graffianti della precedente; passando quindi da una forte influenza punk a favore di sonorità più pop.
Dopo lo scioglimento dei The Jam Paul Weller si unisce a Mick Talbot, membro fondatore dei Merton Parkas, per dar vita ad un nuovo progetto chiamato The Style Council, caratterizzato da suoni differenti che variano dal soul bianco al pop rock passando per un primordiale acid jazz. L'attenzione del pubblico cresce di pari passo con la popolarità del nuovo progetto di Weller facendo diventare gli Style Council un gruppo mainstream di quel periodo, ma la sperimentazione musicale adottata li scollega quasi totalmente dal fenomeno mod che prosegue parallelamente seguendo gruppi di chiara ispirazione mod revival che in quegli anni si distinguono, come i Makin' Time di Fay Hallam, i Prisoners di Graham Day e James Taylor, i The Truth dell'ex cantante e chitarrista Nine Below Zero Dennis Greaves, ed altri.
Il resto del mondo, rimasto ancora quasi del tutto incosciente della cultura modernista, vede nascere tra il 1981 e il 1989 una serie di gruppi musicali, ispirati agli echi britannici degli anni precedenti, che contribuiscono ad alimentare la cultura modernista fuori dai confini inglesi.
In Spagna si formano tantissimi gruppi mod con un folto gruppo di fan tra cui i Los Elegantes, che pubblicano due album nel biennio 84-85 trascinati dai quattro singoli lanciati tra il 1980 ed il 1984, i Brighton 64 di Barcellona, anche loro attivi principalmente tra il 1983 ed il 1987, seguiti poco più tardi dai Los Flechazos, che proseguiranno l'onda modernista spagnola a cavallo del decennio. In Italia nel 1982 nascono a Milano i Four By Art e pubblicano due album ed un singolo tra il 1984 ed il 1985, gli Underground Arrows di Roma, con un album e due singoli tra il 1984 ed il 1987, e gli Statuto di Torino, prima band ska italiana, ancora oggi in attività. Nel resto d'Europa si affermano gli svedesi The Moderns, con all'attivo un album e due singoli, i francesi Lords, nascono gruppi attivi principalmente nelle realtà locali in Australia, Canada e Giappone, mentre negli Stati Uniti, principalmente in California, salgono alla ribalta band, anche molto legate alla crescente scena ska, tra cui i The Untouchables, da non confondere con gli omonimi inglesi, gruppo mod attivo in Inghilterra nello stesso periodo.

### Principali band mod revival
| 1978 - 1982       | 1978 - 1982   | 1983 - 1989       | 1983 - 1989        |
| ----------------- | ------------- | ----------------- | ------------------ |
| The Jam           | Secret Affair | The Style Council | The Prisoners      |
| The Merton Parkas | The Chords    | Makin' Time       | The Truth          |
| The Lambrettas    | Purple Hearts | The Times         | The Gents          |
| Long Tall Shorty  | The Jolt      | Four By Art       | Underground Arrows |
| The Circles       | The Scene     | Brighton 64       | Los Flechazos      |
| Back to Zero      | The Squire    | Los Elegantes     | The Moderns        |

### L'eredità
Il mod revival, ma in senso più ampio la cultura mod in generale, ha profondamente segnato la scena socio-culturale e musicale inglese.
Già verso la fine degli anni ottanta, ma soprattutto durante gli anni novanta si sviluppò una corrente musicale di chiara ispirazione modernista, pur non esplicitando mai, salvo casi sporadici, una vera e propria analogia o forma di appartenenza.
Un caso su tutti è la nascita del britpop, che poi darà il via alla terza ondata mod, con l'esplosione di gruppi quali Blur, Oasis, e Ocean Colour Scene, ma anche gruppi minori come The Boo Radleys o These Animal Men, mentre agli inizi degli anni duemila, analogie col mod revival si ritrovano nell'indie rock di gruppi come The Libertines, The Enemy, Kaiser Chiefs, Ordinary Boys e The Last Shadow Puppets.

## Il mod revival oggi
Ad oggi si sono riunite e sono ancora attive alcune band come Secret Affair, The Lambrettas, Purple Hearts, Back to Zero, Long Tall Shorty, Paul Weller dopo aver abbandonato i The Jam e The Style Council si è dedicato alla carriera solista, Chris Pope chitarrista insieme al batterista Brett Ascott hanno formato i Pope una band tributo al loro gruppo precedente: The Chords.
Vengono ancora organizzati in tutta Europa, ma principalmente in Gran Bretagna, eventi musicali come concerti di gruppi originali dell'epoca o dj-set all'interno di serate musicali, mentre esistono dei gruppi musicali contemporanei dichiaratamente mod revival come i russi The Riots, gli svedesi Modesty e gli italiani Tailor Made.

### Fonti
- Antonio Bacciocchi, Mod Generation, Rimini, NdA Press, 2009, ISBN 978-88-89035-27-6.